# San Francisco el Triunfo
San Francisco el Triunfo är en ort i Mexiko.   Den ligger i kommunen Pantelhó och delstaten Chiapas, i den sydöstra delen av landet, 800 km öster om huvudstaden Mexico City. San Francisco el Triunfo ligger 754 meter över havet och antalet invånare är 191.
Terrängen runt San Francisco el Triunfo är varierad. Runt San Francisco el Triunfo är det ganska tätbefolkat, med 111 invånare per kvadratkilometer. Närmaste större samhälle är Pantelhó, 4,4 km söder om San Francisco el Triunfo. I omgivningarna runt San Francisco el Triunfo växer i huvudsak städsegrön lövskog.